# 科帕奇夫
50°7′9″N 30°29′6″E / 50.11917°N 30.48500°E

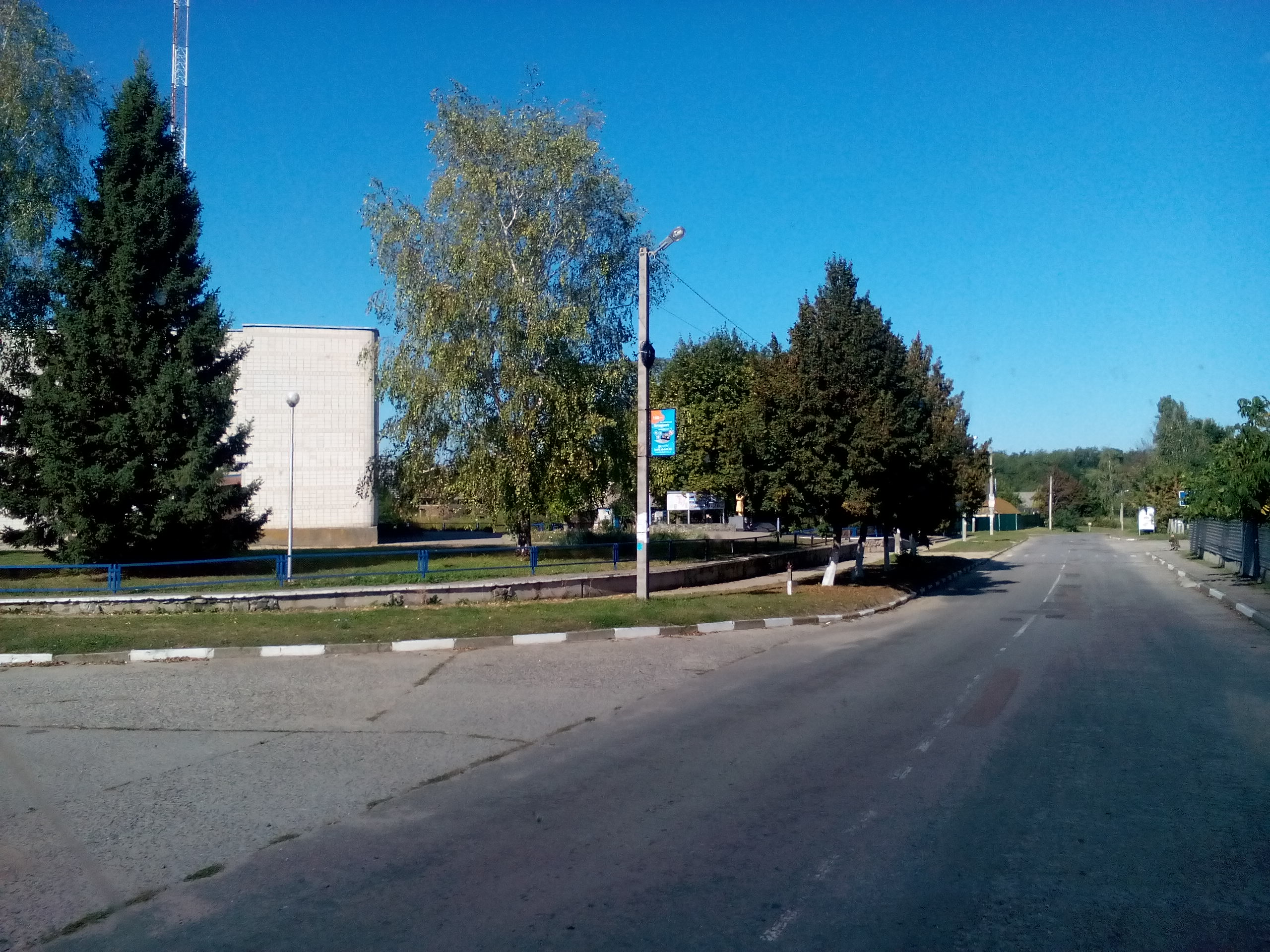

科帕奇夫（烏克蘭語：Копачів）是位於烏克蘭北部的村莊，由基辅州奧布希夫區的奧布希夫市鎮負責管轄。該村始建於1703年，面積0.01平方公里，海拔高度136米，2001年人口5，人口密度每平方公里714.3人。